# Metzleria novoguineensis
Metzleria novoguineensis là một loài Rêu trong họ Dicranaceae. Loài này được (Broth. & Geh.) Ochyra mô tả khoa học đầu tiên năm 2002.